# Palazzo Matteucci
Palazzo Matteucci è un palazzo storico di Pisa, sito in piazza Torricelli.
Palazzo Matteucci fu edificato tra il 1841 e il 1844 per volontà del fisico Carlo Matteucci, che ottenne dal Granduca Leopoldo II i fondi per la costruzione di un "nuovo teatro di Fisica". L'edificio, che ha a lungo ospitato la sede del Dipartimento di Fisica, ha subito negli anni numerosi interventi di ampliamento e nel 2012 è diventato sede del Dipartimento di Filologia, Letteratura e Linguistica dell'Università di Pisa; al suo interno vi è ora la biblioteca di Lingue e letterature romanze.